# Cukier trzcinowy

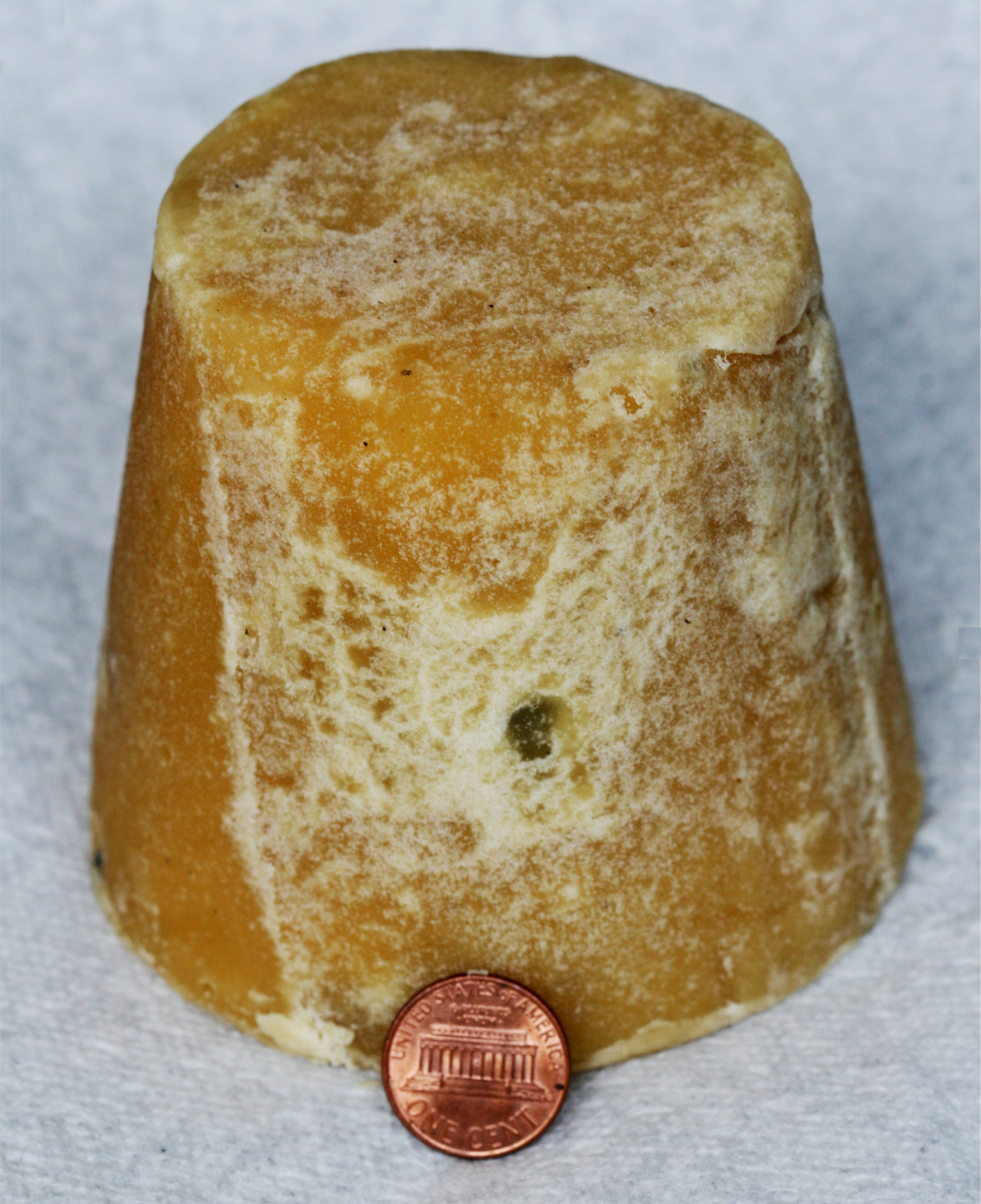
Blok indyjskiego jaggery

Cukier trzcinowy – nierafinowany cukier otrzymywany z trzciny cukrowej, bez oddzielania melasy i kryształków. Jego barwa może wahać się od złotawej do ciemnobrązowej. Jest obok cukru buraczanego jedną z dwóch najpopularniejszych odmian cukrów jadalnych spożywanych na świecie. W nierafinowanej formie stanowi ważny składnik kuchni azjatyckich, zwłaszcza indyjskiej, znany pod angielską nazwą jaggery, a także kuchni meksykańskiej (piloncillo) oraz innych krajów Ameryki Łacińskiej (panela). Jego głównym składnikiem jest sacharoza.

## Historia cukru trzcinowego
O tym, jak słodki jest sok z trzciny cukrowej, pierwsi przekonali się mieszkańcy Nowej Gwinei i już ok. 8000 p.n.e. zaczęli uprawiać tę roślinę. Później trzcina zawędrowała na Polinezję, Filipiny, dotarła też na kontynent azjatycki do Chin, Indochin i Indii.
Produkcję cukru jako artykułu spożywczego rozpoczęto po raz pierwszy w Indiach ok. 3000 p.n.e. W sanskrycie cukier nazywał się siakkar lub sarkar (piasek, żwir). Około 1000 p.n.e. w Chinach żuto kandyzowaną trzcinę. Popularny przesąd mówił, że jest doskonałym środkiem na popęd seksualny. W jednym z dokumentów pochodzącym z ok. 400 p.n.e. z Indii wspomina się o cukrze dodawanym do mleka, budyniu ryżowego, mąki i napoju imbirowego.
W tym czasie w Europie jedynym znanym środkiem słodzącym był miód. Dopiero po podboju Indii przez Aleksandra Macedońskiego (327 p.n.e.), dzięki jednemu z jego dowódców, niejakiemu Nearchosowi, dotarła do Europy wiadomość o istnieniu trzciny rodzącej miód.
Do Rzymu sprowadzano niewielkie ilości bardzo drogiego cukru, lecz używano go wyłącznie w celach medycznych. Cukier z Indii nie tylko wędrował na zachód, ale także na wschód. W IV w. z Bengalu importowano go do Chin. Musiał stawać się coraz popularniejszy, skoro zaczęto udoskonalać uprawę trzciny cukrowej i produkować cukier w czystej postaci. Z Indii umiejętność uprawiania trzciny cukrowej przejęli Persowie. Jego szerszą popularyzację zawdzięczamy Arabom, którzy od VII w. rozprowadzili go po całym Bliskim Wschodzie. Powstały dzięki nim plantacje w Syrii, Palestynie, Egipcie, Hiszpanii, na Cyprze, Krecie i Sycylii. Wtedy sanskrycki siakkar przerodził się w arabski sukkar. Od muzułmanów, ok. 1300 roku uprawę trzciny i produkcję cukru przejęli europejczycy.
Podczas gdy na Bliskim Wschodzie cukier stawał się coraz popularniejszy i sięgali po niego także średniozamożni, w Europie był przez całe średniowiecze produktem ekskluzywnym, zazwyczaj lekarstwem podawanym w pigułkach jako remedium na ból głowy. Największym ośrodkiem handlu cukrem stała się Wenecja. W 1319 rozpoczęto dostarczać go do Anglii, gdzie osiągał znaczne ceny. W 1374 wyruszył pierwszy transport cukru do Danii, a w 1390 do Szwecji. W 1493 Krzysztof Kolumb zabrał ze sobą sadzonki trzciny cukrowej w drugą z podróży do Ameryki. Pierwsza plantacja powstała na Hispanioli (później zwanej Santo Domingo), a stamtąd uprawa rozprzestrzeniła się na cały Nowy Świat.
W okresie renesansu w Europie spożycie cukru było jeszcze niewielkie i wynosiło ok. 1 łyżki na głowę w ciągu roku. W latach 1350–1400 w Anglii kosztował on 10 razy więcej od miodu. Jednak produkcja cukru coraz bardziej rosła; zajęli się nią również Portugalczycy – powstały plantacje na Maderze, Azorach i Wyspie św. Tomasza. To oni po raz pierwszy wykorzystali do tej pracy niewolników. Wśród nich dominowali niewypłacalni dłużnicy, skazańcy i Żydzi, którzy nie chcieli przyjąć religii chrześcijańskiej.
Jednak do XVI w. decydujące znaczenie w przemyśle cukrowniczym miał import ze wschodu, a nie produkcja własna. Do 1530 w Nowym Świecie prawdopodobnie nie było więcej niż 12 plantacji. Niemniej już w 1516 z Karaibów wyruszyła do Europy pierwsza wysyłka cukru, a ok. 1650 na rynku zaczął przeważać cukier właśnie tego pochodzenia. Głównymi centrami produkcji stały się: Barbados, Jamajka, Kuba, później także Brazylia. Wszędzie do pracy na plantacjach wykorzystywano niewolników pochodzących z Afryki i po części pracowników najemnych. W roku 1800 całkowita produkcja cukru na świecie wynosiła 250 tys. ton.
Pod koniec XIX w. cukier trzcinowy zaczął tracić swą pozycję na rzecz cukru buraczanego, aby w roku 1880 spaść na drugie miejsce – wówczas produkcja cukru buraczanego przekroczyła po raz pierwszy światową produkcję cukru trzcinowego. W 1900 roczna produkcja cukru osiągnęła 11 milionów ton, z czego cukier buraczany stanowił 50%.

## Rodzaje

### Turbinado
Turbinado to rodzaj brązowego cukru z trzciny cukrowej, który poddany jest częściowej rafinacji. Nazwa cukru pochodzi od sposobu jego przetwarzania, a konkretnie nazwy wirówek, których używa się w jego produkcji. Cechuje się jasnym kolorem i delikatnym smakiem.

### Demerara
Demerara to słabo przetworzony cukier trzcinowy o dużych wilgotnych kryształach. Cukier zaczęto produkować i sprzedawać w dawnej kolonii holenderskiej Demerara (od której bierze swoją nazwę) na obecnych terenach Gujany. Charakteryzuje się karmelowym aromatem.

### Muscovado
Muscovado to nieprzetworzony lub słabo przetworzony cukier trzcinowy charakteryzujący się silnym aromatem melasy. Kryształy cukru muscovado z uwagi na dużą zawartość melasy są ciemnobrązowe i lepkie.